# Copas das Ligas de 2025 – Fase Um
A Fase Um ou Fase abertura Ligas da Copas das Ligas de 2025, está acontecendo cronologicamente movimentando à (3ª) terceira edição da fase inicial classificatória, sancionada pela Concacaf, portanto se poder ser entendida como reunificada conectando-se as duas edições predecessoras, denominadas "fase de grupos triplos". Irá estabelecer novamente mais uma temporada no calendário dos clubes norte-americanos, modestamente participaram comprometidamente 36 associações futebolísticas filiadas das Ligas MLS e MX. Recorrerá perspectivamente a redução mínima das equipes da MLS, passando de 29 para inserir 18 elegíveis convencionalmente, enquanto a MX continuará com todos os 18 pertinentes clubes persistentes no certame adjacente norte-americano.
A Fase inicial classificatória, modernizará o surgilo exuberante composto apropriado do novo rótulo dos três primeiros confrontos subsequentes da abertura da competição. As partidas disputadas asseverar as hostilidade grafadas na história entre associações mexicanas, estadunidenses e somente uma canadiana. Apenas os quatro melhores times competitivos das tabelas gerais qualificadas das Ligas MLS e MX, anotaram referentes aprovações com finalidades para fase quartas de final, os duelos ocorram repetidamente aproximadamente embates entre equipes da Liga MLS e Liga MX.

## Regulamentação Formatada
A Fase inaugural avaliadora das 36 equipes agregadas divididas em duas conferências norte-americanas (leste e oeste), combinadas com 18 times de ambas ligas corporativas. Oportunizará as logísticas dos deslocamentos constantes dos associados no certame.
A Competição selecionada pela "Concacaf" remotamente, aparecerá com uma nova fórmula tendenciosa de disputa. Os 36 clubes serão colocados em 6 congregações regionais, 3 grupos orientais e 3 grupos ocidentais, sendo amplamente identificados com suas próprias localizações sedes, cada um deles essencialmente vitalmente e equilibradamente para torneio futebolístico profissional. Todos excepcionalmente adquiriram três adversários seguidos opostos da Liga MLS e Liga MX, em contrato de uma semana para encaixar espontaneamente a flexibilização dos duelos iniciais.
A Fase Um marcada para a temporada regular norte-americana de 2025, estreiará no dia 29 de julho seguindo temporariamente até meados do dia 7 de agosto, todas as partidas serão realizadas em estádios-hanfritriões neutros ou favoráveis, dirigidos pela Major League Soccer.
Ulteriormente terminando a fase inicial classificatória, as 36 associações serão revogadas primordialmente em prosseguidas determinadas ligas nacionais, colocados em tabelas unificadas acumuladas gerais, apenas as quatro melhores campanhas garantem asseguradamente admissão na segunda fase, da primeira etapa classificatória certamista eliminatória da principal competição subcontinental admirada abragentemente pela entidade máxima do futebol norte-americano "CONCACAF".

## Times Participantes

### Conferência Leste Oriental
| Time               | Liga Nacional         | cidade                | Treinador         |
| ------------------ | --------------------- | --------------------- | ----------------- |
| Atlanta United     | / Major League Soccer | Atlanta               | Ronny Deila       |
| Atlas              | Liga MX               | Guadalajara           | Gonzalo Pineda    |
| Charlotte FC       | / Major League Soccer | Charlotte             | Dean Smith        |
| Chivas Guadalajara | Liga MX               | Guadalajara           | Gabriel Milito    |
| Cincinnati         | / Major League Soccer | Cincinnati            | Pat Noonan        |
| Columbus Crew      | / Major League Soccer | Columbus              | Wilfried Nancy    |
| Inter Miami        | / Major League Soccer | Fort Lauderdale       | Javier Mascherano |
| Juárez             | Liga MX               | Ciudad Juárez         | Martín Varini     |
| León               | Liga MX               | León                  | Eduardo Berizzo   |
| Monterrey          | Liga MX               | Monterrey             | Domènec Torrent   |
| CF Montréal        | / Major League Soccer | Montréal              | Marco Donadel     |
| Necaxa             | Liga MX               | Aguascalientes        | Fernando Gago     |
| New York City      | / Major League Soccer | Cidade de Nova Iorque | Pascal Jansen     |
| New York Red Bulls | / Major League Soccer | Harrison              | Sandro Schwarz    |
| Orlando City       | / Major League Soccer | Orlando               | Óscar Pareja      |
| Puebla             | Liga MX               | Puebla de Zaragoza    | Pablo Guede       |
| Pumas UNAM         | Liga MX               | Cidade do México      | Efraín Juárez     |
| Toluca             | Liga MX               | Toluca                | Antonio Mohamed   |

### Conferência Oeste Ocidental
| Time              | Liga Nacional         | cidade                   | Treinador              |
| ----------------- | --------------------- | ------------------------ | ---------------------- |
| América           | Liga MX               | Cidade do México         | André Jardine          |
| Atlético San Luis | Liga MX               | San Luis Potosí          | Guille Abascal         |
| Colorado Rapids   | / Major League Soccer | Commerce City            | Chris Armas            |
| Cruz Azul         | Liga MX               | Cidade do México         | Nicolás Larcamón       |
| Houston Dynamo    | / Major League Soccer | Houston                  | Ben Olsen              |
| Los Angeles FC    | / Major League Soccer | Los Angeles              | Steve Cherundolo       |
| LA Galaxy         | / Major League Soccer | Carson                   | Greg Vanney            |
| Mazatlán          | Liga MX               | Mazatlán                 | Víctor Manuel Vucetich |
| Minnesota United  | / Major League Soccer | Saint Paul               | Eric Ramsay            |
| Pachuca           | Liga MX               | Pachuca de Soto          | Jaime Lozano           |
| Portland Timbers  | / Major League Soccer | Portland                 | Phil Neville           |
| Querétaro         | Liga MX               | Santiago de Querétaro    | Benjamín Mora          |
| Real Salt Lake    | / Major League Soccer | Sandy                    | Pablo Mastroeni        |
| San Diego FC      | / Major League Soccer | San Diego                | Mikey Varas            |
| Santos Laguna     | Liga MX               | Torreón                  | Fernando Ortiz         |
| Seattle Sounders  | / Major League Soccer | Seattle                  | Brian Schmetzer        |
| Tigres UANL       | Liga MX               | San Nicolás de los Garza | Guido Pizarro          |
| Tijuana           | Liga MX               | Tijuana                  | Sebastián Abreu        |

## Tabelas Acumuladas da Fase Liga

#### Tabela Acumulada da Liga MLS
| Pos | Team               | J | V | VP | DP | D | GF | GA | GD | Pts | QA                                             |
| --- | ------------------ | - | - | -- | -- | - | -- | -- | -- | --- | ---------------------------------------------- |
| 1   | Portland Timbers   | 2 | 2 | 0  | 0  | 0 | 5  | 0  | +5 | 6   | Avançam diretamente para fase quartas de final |
| 2   | Inter Miami        | 2 | 1 | 1  | 0  | 0 | 4  | 3  | +1 | 5   | Avançam diretamente para fase quartas de final |
| 3   | Minnesota United   | 2 | 1 | 0  | 1  | 0 | 7  | 3  | +4 | 4   | Avançam diretamente para fase quartas de final |
| 4   | Columbus Crew      | 2 | 1 | 0  | 1  | 0 | 5  | 3  | +2 | 4   | Avançam diretamente para fase quartas de final |
| 5   | Orlando City       | 2 | 1 | 0  | 1  | 0 | 4  | 2  | +2 | 4   |                                                |
| 6   | Seattle Sounders   | 1 | 1 | 0  | 0  | 0 | 7  | 0  | +7 | 3   |                                                |
| 7   | LA Galaxy          | 1 | 1 | 0  | 0  | 0 | 5  | 2  | +3 | 3   |                                                |
| 8   | Cincinnati         | 1 | 1 | 0  | 0  | 0 | 3  | 2  | +1 | 3   |                                                |
| 9   | Colorado Rapids    | 1 | 1 | 0  | 0  | 0 | 2  | 1  | +1 | 3   |                                                |
| 10  | New York City      | 2 | 1 | 0  | 0  | 1 | 2  | 3  | −1 | 3   |                                                |
| 11  | New York Red Bulls | 1 | 1 | 0  | 0  | 0 | 1  | 0  | +1 | 3   |                                                |
| 12  | Real Salt Lake     | 2 | 0 | 1  | 1  | 0 | 4  | 4  | 0  | 3   |                                                |
| 13  | Los Angeles FC     | 2 | 0 | 1  | 1  | 0 | 2  | 2  | 0  | 3   |                                                |
| 14  | CF Montréal        | 2 | 0 | 1  | 0  | 1 | 2  | 3  | −1 | 2   |                                                |
| 15  | San Diego FC       | 2 | 0 | 0  | 0  | 2 | 3  | 5  | −2 | 0   |                                                |
| 16  | Atlanta United     | 2 | 0 | 0  | 0  | 2 | 3  | 6  | −3 | 0   |                                                |
| 17  | Charlotte FC       | 1 | 0 | 0  | 0  | 1 | 1  | 4  | −3 | 0   |                                                |
| 18  | Houston Dynamo     | 2 | 0 | 0  | 0  | 2 | 1  | 6  | −5 | 0   |                                                |

#### Tabela Acumulada da Liga MX
| Pos | Team               | J | V | VP | DP | D | GF | GA | GD | Pts | QA                                             |
| --- | ------------------ | - | - | -- | -- | - | -- | -- | -- | --- | ---------------------------------------------- |
| 1   | Tigres UANL        | 2 | 2 | 0  | 0  | 0 | 6  | 2  | +4 | 6   | Avançam diretamente para fase quartas de final |
| 2   | Toluca             | 2 | 1 | 1  | 0  | 0 | 4  | 3  | +1 | 5   | Avançam diretamente para fase quartas de final |
| 3   | Pumas UNAM         | 2 | 1 | 1  | 0  | 0 | 4  | 3  | +1 | 5   | Avançam diretamente para fase quartas de final |
| 4   | Mazatlán           | 2 | 1 | 1  | 0  | 0 | 3  | 1  | +2 | 5   | Avançam diretamente para fase quartas de final |
| 5   | Necaxa             | 2 | 1 | 0  | 1  | 0 | 5  | 3  | +2 | 4   |                                                |
| 6   | Pachuca            | 2 | 1 | 0  | 1  | 0 | 4  | 3  | +1 | 4   |                                                |
| 7   | Juárez             | 1 | 1 | 0  | 0  | 0 | 4  | 1  | +3 | 3   |                                                |
| 8   | Puebla             | 2 | 1 | 0  | 0  | 1 | 4  | 3  | +1 | 3   |                                                |
| 9   | América            | 2 | 0 | 1  | 1  | 0 | 5  | 5  | 0  | 3   |                                                |
| 10  | Atlético San Luis  | 2 | 0 | 1  | 0  | 1 | 2  | 6  | −4 | 2   |                                                |
| 11  | León               | 2 | 0 | 0  | 1  | 1 | 1  | 3  | −2 | 1   |                                                |
| 12  | Monterrey          | 1 | 0 | 0  | 0  | 1 | 2  | 3  | −1 | 0   |                                                |
| 13  | Tijuana            | 1 | 0 | 0  | 0  | 1 | 2  | 5  | −3 | 0   |                                                |
| 14  | Atlas              | 2 | 0 | 0  | 0  | 2 | 2  | 5  | −3 | 0   |                                                |
| 15  | Santos Laguna      | 1 | 0 | 0  | 0  | 1 | 1  | 2  | −1 | 0   |                                                |
| 16  | Querétaro          | 2 | 0 | 0  | 0  | 2 | 1  | 5  | −4 | 0   |                                                |
| 17  | Chivas Guadalajara | 1 | 0 | 0  | 0  | 1 | 0  | 1  | −1 | 0   |                                                |
| 18  | Cruz Azul          | 1 | 0 | 0  | 0  | 1 | 0  | 7  | −7 | 0   |                                                |

## Grupos Orientais da Conferência Leste

#### Grupo Leste 1
| Pos | Team          | J | V | VP | DP | D | GF | GA | GD | Pts |  | TOL | CLB | PUE   | NYC   | MTL | LEO   |
| --- | ------------- | - | - | -- | -- | - | -- | -- | -- | --- |  | --- | --- | ----- | ----- | --- | ----- |
| 1   | Toluca        | 2 | 1 | 1  | 0  | 0 | 4  | 3  | +1 | 5   |  | —   | 2–2 |       | 5 Ago | 2–1 |       |
| 2   | Columbus Crew | 2 | 1 | 0  | 1  | 0 | 5  | 3  | +2 | 4   |  |     | —   | 3–1   |       |     | 5 Ago |
| 3   | Puebla        | 2 | 1 | 0  | 0  | 1 | 4  | 3  | +1 | 3   |  |     |     | —     |       |     |       |
| 4   | New York City | 2 | 1 | 0  | 0  | 1 | 2  | 3  | −1 | 3   |  |     |     | 0–3   | —     |     | 2–0   |
| 5   | CF Montréal   | 2 | 0 | 1  | 0  | 1 | 2  | 3  | −1 | 2   |  |     |     | 5 Ago |       | —   | 1–1   |
| 6   | León          | 2 | 0 | 0  | 1  | 1 | 1  | 3  | −2 | 1   |  |     |     |       |       |     | —     |

Todos confrontos da fase um, seguirão o horário de verão (UTC-4), do hemisfério norte, adotando-se o horário obrigatório oficial da costa leste do Canadá e dos Estados Unidos.

### 1ª rodada
| 29 de julho de 2025 | Toluca             | 2 – 2     | Columbus Crew                 | Lower.com Field, Columbus                  |
| 19:00 (UTC−4)       | Fernandes 71', 80' | Relatório | Rossi 11' (pen) · Arfsten 48' | Público: 10 916 Árbitro: JAM Oshane Nation |

|                                    |       | Penalidades                       |  |
| Vega Garcia Méndez Gallardo Castro | 4 – 2 | Rossi Sejdić Habroune Lappalainen |  |

| Árbitros assistentes: TRI Caleb Wales JAM Ojay Duhaney Quarto árbitro: GRN Reon Radix Árbitro assistente de vídeo: JAM Daneon Parchment Árbitro assistente do árbitro de vídeo: CAY Benjamin Whitty |

| 29 de julho de 2025 | CF Montréal | 1 – 1     | León           | Stade Saputo, Montréal                           |
| 19:00 (UTC−4)       | Owusu 62'   | Relatório | Funes Mori 11' | Público: 14 272 Árbitro: CAN Pierre-Luc Lauzière |

|                                                   |       | Penalidades                                                    |  |
| Waterman Craig Duke Escobar Owusu Petrasso Pearce | 7 – 6 | Rodríguez Frías Rigoni Ayón Echeverría Gauthier Santos Rosales |  |

| Árbitros assistentes: CAN Stefan Tanaka-Freundt CAN Gerard-Kader Lebuis Quarto árbitro: CAN Filip Dujic Árbitro assistente de vídeo: USA Allen Chapman Árbitra assistente do árbitro de vídeo: MEX Francia González |

| 29 de julho de 2025 | New York City | 0 – 3     | Puebla                                | Sports Illustrated Stadium, Harrison |
| 20:00 (UTC−4)       |               | Relatório | Fedorco 2' · Gómez 38' · González 88' | Árbitro: SLV Iván Barton             |

| Árbitros assistentes: SLV David Morán NCA Antonio Pupiro Quarto árbitro: PUR José Raúl Torres Rivera Árbitro assistente de vídeo: CRC Yasith Monge Árbitra assistente do árbitro de vídeo: MEX Jorge Camacho |

### 2ª rodada
| 1 de agosto de 2025 | New York City                   | 2 – 0     | León | Sports Illustrated Stadium, Harrison |
| 18:00 (UTC−4)       | Martínez Batista 7' · Ojeda 32' | Relatório |      | Árbitro: GRN Reon Radix              |

| Árbitros assistentes: JAM Ojay Duhaney TRI Caleb Wales Quarto árbitro: JAM Oshane Nation Árbitro assistente de vídeo: JAM Daneon Parchment Árbitro assistente do árbitro de vídeo: CAY Benjamin Whitty |

| 1 de agosto de 2025 | Columbus Crew                          | 3 – 1     | Puebla              | Lower.com Field, Columbus                |
| 19:00 (UTC−4)       | Amundsen 14' · Rossi 16' · Herrera 39' | Relatório | Lozano Solana 45+1' | Público: 20 211 Árbitro: CAN Filip Dujic |

| Árbitros assistentes: CAN Gerard Kader Lebuis CAN Stefan Tanaka-Freundt Quarto árbitro: CAN Pierre-Luc Lauziere Árbitro assistente de vídeo: USA José Carlos Rivero Árbitro assistente do árbitro de vídeo: CRC Anthony Bravo |

| 1 de agosto de 2025 | Toluca                     | 2 – 1     | CF Montréal         | Sports Illustrated Stadium, Harrison |
| 21:00 (UTC−4)       | Angulo 23' · Fernandes 26' | Relatório | Morales Badillo 20' | Árbitro: PUR José Raúl Torres Rivera |

| Árbitros assistentes: NCA Antonio Pupiro SLV David Morán Quarto árbitro: HON Selvin Brown Árbitro assistente de vídeo: USA Armando Villarreal Árbitro assistente do árbitro de vídeo: SKN Tristley Bassue |

### 3ª rodada
| 5 de agosto de 2025 | Toluca | –         | New York City | Yankee Stadium, Bronx |
| 19:30 (UTC−4)       |        | Relatório |               |                       |

| 5 de agosto de 2025 | Columbus Crew | –         | León | Lower.com Field, Columbus |
| 19:30 (UTC−4)       |               | Relatório |      |                           |

| 5 de agosto de 2025 | CF Montréal | –         | Puebla | Stade Saputo, Montréal |
| 20:00 (UTC−4)       |             | Relatório |        |                        |

#### Grupo Leste 2
| Pos | Team           | J | V | VP | DP | D | GF | GA | GD | Pts |  | MIA | PUM   | NCX   | ORL | ATL | ATS   |
| --- | -------------- | - | - | -- | -- | - | -- | -- | -- | --- |  | --- | ----- | ----- | --- | --- | ----- |
| 1   | Inter Miami    | 2 | 1 | 1  | 0  | 0 | 4  | 3  | +1 | 5   |  | —   | 6 Ago | 2–2   |     |     | 2–1   |
| 2   | Pumas UNAM     | 2 | 1 | 1  | 0  | 0 | 4  | 3  | +1 | 5   |  |     | —     |       | 1–1 | 3–2 |       |
| 3   | Necaxa         | 2 | 1 | 0  | 1  | 0 | 5  | 3  | +2 | 4   |  |     |       | —     |     | 3–1 |       |
| 4   | Orlando City   | 2 | 1 | 0  | 1  | 0 | 4  | 2  | +2 | 4   |  |     |       | 6 Ago | —   |     | 3–1   |
| 5   | Atlanta United | 2 | 0 | 0  | 0  | 2 | 3  | 6  | −3 | 0   |  |     |       |       |     | —   | 6 Ago |
| 6   | Atlas          | 2 | 0 | 0  | 0  | 2 | 2  | 5  | −3 | 0   |  |     |       |       |     |     | —     |

1. 1 2  Critérios de desempate 
 (pontos de fair player) 
 cartões amarelos recebidos; 
 
Inter Miami -4 
 Pumas UNAM -6

### 1ª rodada
| 30 de julho de 2025 | Inter Miami                  | 2 – 1     | Atlas      | Chase Stadium, Fort Lauderdale                   |
| 19:30 (UTC−4)       | Segovia 58' · Weigandt 90+6' | Relatório | Lozano 80' | Público: 19 876 Árbitro: CRC Juan Calderón Pérez |

| Árbitros assistentes: CRC Juan Mora CRC Wiliam Arrieta Quarto árbitro: DOM Adonis Carrasco Árbitro assistente de vídeo: CRC Benjamin Pineda Árbitro assistente do árbitro de vídeo: GUA Diego Ojer |

| 30 de julho de 2025 | Necaxa                                 | 3 – 1     | Atlanta United | Mercedes-Benz Stadium, Atlanta           |
| 19:30 (UTC−4)       | Guzan 12' (g.c.) · Badaloni 77', 90+1' | Relatório | Miranchuk 28'  | Público: 30 847 Árbitro: MEX Marco Ortiz |

| Árbitros assistentes: MEX Michel Morales MEX Jorge Sánchez Quarto árbitro: MEX Jesús López Árbitro assistente de vídeo: MEX Guillermo Pacheco Árbitro assistente do árbitro de vídeo: MEX Óscar Macías |

| 30 de julho de 2025 | Pumas UNAM       | 1 – 1     | Orlando City | Inter&Co Stadium, Orlando                    |
| 20:00 (UTC−4)       | Carrasquilla 80' | Relatório | Schlegel 5'  | Público: 14 744 Árbitro: MEX Adonai Escobedo |

|                                                          |       | Penalidades                                |  |
| Martínez Ayala Angulo Mosquera Silva Quispe Carrasquilla | 4 – 3 | Exequiel Ojeda Atuesta Smith Araújo Muriel |  |

| Árbitros assistentes: PER Michael Espinoza MEX Leonardo Castillo Quarto árbitro: MEX Daniel Quintero Árbitra assistente de vídeo: MEX Diana Stephanía Pérez Borja Árbitro assistente da árbitra de vídeo: MEX Óscar Mejía |

### 2ª rodada
| 2 de agosto de 2025 | Orlando City                                    | 3 – 1     | Atlas       | Inter&Co Stadium, Orlando               |
| 18:00 (UTC−4)       | Angulo 9' · Exequiel Ojeda 57' · Pašalić 90+12' | Relatório | Cóccaro 50' | Público: 15 722 Árbitro: GUA Julio Luna |

| Árbitros assistentes: GUA Humberto Panjoj GUA Luis Ventura Quarto árbitro: GUA Mário Escobar Árbitro assistente de vídeo: GUA Diego Ojer Árbitro assistente do árbitro de vídeo: MEX Jorge Camacho |

| 2 de agosto de 2025 | Inter Miami              | 2 – 2     | Necaxa                     | Chase Stadium, Fort Lauderdale               |
| 19:00 (UTC−4)       | Segovia 12' · Alba 90+2' | Relatório | Badaloni 33' · Monreal 81' | Público: 20 043 Árbitro: MEX Daniel Quintero |

|                                       |       | Penalidades                              |  |
| De Paul Cremaschi Alba Redondo Suárez | 5 – 4 | Palavecino Rojas Badaloni Monreal Unsain |  |

| Árbitros assistentes: MEX Leonardo Castillo PER Michael Espinoza Quarto árbitro: MEX Adonai Escobedo Árbitro assistente de vídeo: MEX Érick Miranda Árbitro assistente do árbitro de vídeo: MEX Óscar Macías |

| 2 de agosto de 2025 | Pumas UNAM                                        | 3 – 2     | Atlanta United                    | Inter&Co Stadium, Orlando                   |
| 21:00 (UTC−4)       | Angulo Mosquera 23' (pen) · Carrasquilla 62', 89' | Relatório | Navas 35' (g.c.) · Latte Lath 43' | Público: 15 722 Árbitro: CRC Keylor Herrera |

| Árbitros assistentes: CRC Victor Ramirez CRC William Chow Quarto árbitro: HON Selvin Brown Árbitro assistente de vídeo: CRC Yasith Monge Árbitro assistente do árbitro de vídeo: CRC Benjamin Pineda |

### 3ª rodada
| 6 de agosto de 2025 | Orlando City | –         | Necaxa | Inter&Co Stadium, Orlando |
| 19:00 (UTC−4)       |              | Relatório |        |                           |

| 6 de agosto de 2025 | Atlanta United | –         | Atlas | Mercedes-Benz Stadium, Atlanta |
| 19:30 (UTC−4)       |                | Relatório |       |                                |

| 6 de agosto de 2025 | Inter Miami | –         | Pumas UNAM | Chase Stadium, Fort Lauderdale |
| 19:30 (UTC−4)       |             | Relatório |            |                                |

#### Grupo Leste 3
| Pos | Team               | J | V | VP | DP | D | GF | GA | GD | Pts |  | FCJ   | CIN | RBNY | MTY | GDL   | CLT   |
| --- | ------------------ | - | - | -- | -- | - | -- | -- | -- | --- |  | ----- | --- | ---- | --- | ----- | ----- |
| 1   | Juárez             | 2 | 1 | 1  | 0  | 0 | 6  | 3  | +3 | 5   |  | —     |     |      |     |       |       |
| 2   | Cincinnati         | 2 | 1 | 0  | 1  | 0 | 5  | 4  | +1 | 4   |  | 2–2   | —   |      |     | 7 Ago |       |
| 3   | New York Red Bulls | 2 | 1 | 0  | 1  | 0 | 2  | 1  | +1 | 4   |  | 7 Ago |     | —    |     |       |       |
| 4   | Monterrey          | 2 | 0 | 1  | 0  | 1 | 3  | 4  | −1 | 2   |  |       | 2–3 | 1–1  | —   |       | 7 Ago |
| 5   | Chivas Guadalajara | 2 | 0 | 1  | 0  | 1 | 2  | 3  | −1 | 2   |  |       |     | 0–1  |     | —     | 2–2   |
| 6   | Charlotte FC       | 2 | 0 | 0  | 1  | 1 | 3  | 6  | −3 | 1   |  | 1–4   |     |      |     |       | —     |

### 1ª rodada
| 31 de julho de 2025 | Monterrey                     | 2 – 3     | Cincinnati                                       | TQL Stadium, Cincinnati                         |
| 19:00 (UTC−4)       | Canales 45' · Berterame 90+4' | Relatório | Da Silva Ferreira 31' · Orellano 53' · Bucha 90' | Público: 24 860 Árbitro: MEX Katia Itzel Garcia |

| Árbitras assistentes: MEX Sandra Ramírez MEX Karen Díaz Quarta árbitra: MEX Karen Hernández Árbitro assistente de vídeo: MEX Jorge Camacho Árbitro assistente do árbitro de vídeo: SKN Tristley Bassue |

| 31 de julho de 2025 | Charlotte FC  | 1 – 4     | Juárez                                               | Bank of America Stadium, Charlotte         |
| 19:30 (UTC−4)       | Toklomati 18' | Relatório | Souza Silva 7', 21' · Mosquera 45+2' · Estupiñán 90' | Público: 23 677 Árbitro: USA Natalie Simon |

| Árbitras assistentes: USA Meghan Mullen USA Kali Smith Quarta árbitra: USA Alyssa Nichols Árbitro assistente de vídeo: USA Armando Villarreal Árbitro assistente do árbitro de vídeo: CRC Yasith Monge |

| 31 de julho de 2025 | Chivas Guadalajara | 0 – 1     | New York Red Bulls | Sports Illustrated Stadium, Harrison       |
| 19:30 (UTC−4)       |                    | Relatório | Forsberg 90+7'     | Público: 14 954 Árbitro: USA Lukasz Szpala |

| Árbitros assistentes: USA Cory Richardson USA Logan Brown Quarto árbitro: USA Guido Gonzales Jr. Árbitro assistente de vídeo: USA José Carlos Rivero Árbitro assistente do árbitro de vídeo: JAM Daneon Parchment |

### 2ª rodada
| 3 de agosto de 2025 | Cincinnati                       | 2 – 2     | Juárez                        | TQL Stadium, Cincinnati                     |
| 17:30 (UTC−4)       | Evander 72' · Estupiñán 77' (GC) | Relatório | Ricardinho 39' · Castilho 63' | Público: 17 314 Árbitro: USA Alyssa Nichols |

|                                     |       | Penalidades                                                   |  |
| Engel Orellano Miazga Bucha Evander | 3 – 4 | Estupiñán Villalpando Pizarro García Bojórquez Torres Ramírez |  |

| Árbitras assistentes: USA Kali Smith USA Meghan Mullen Quarta árbitra: USA Natalie Simon Árbitra assistente de vídeo: MEX Francia González Árbitro assistente da árbitra de vídeo: MEX Óscar Mejía |

| 3 de agosto de 2025 | Chivas Guadalajara                | 2 – 2     | Charlotte FC                    | Bank of America Stadium, Charlotte          |
| 19:50 (UTC−4)       | Ledezma 24' · González Oliván 66' | Relatório | Abada 11' · Calderón Vargas 90' | Público: 24 207 Árbitro: MEX Luis Santander |

|                                                       |       | Penalidades                        |  |
| Sepúlveda López Gómez Ortiz Romo Cowell González Alba | 4 – 2 | Williamson Petković Bronico Smalls |  |

| Árbitros assistentes: MEX Enrique Bustos MEX José Martínez Chavarría Quarto árbitro: MEX Víctor Cáceres Árbitro assistente de vídeo: MEX Óscar Macías Árbitra assistente do árbitro de vídeo: MEX Lizzet García |

| 3 de agosto de 2025 | Monterrey   | 1 – 1     | New York Red Bulls | TQL Stadium, Cincinnati                         |
| 20:30 (UTC−4)       | Canales 38' | Relatório | Hall 19'           | Público: 17 314 Árbitro: USA Guido Gonzales Jr. |

|                                    |       | Penalidades              |  |
| Canales Fimbres Corona Ramos Reyes | 5 – 3 | Eile Hack Bogacz Edelman |  |

| Árbitras assistentes: USA Jose Da Silva USA Cory Richardson Quarto árbitro: USA Lukasz Szpala Árbitro assistente de vídeo: USA Daniel Radford Árbitro assistente do árbitro de vídeo: USA José Carlos Rivero |

### 3ª rodada
| 7 de agosto de 2025 | Cincinnati | –         | Chivas Guadalajara | TQL Stadium, Cincinnati |
| 19:00 (UTC−4)       |            | Relatório |                    |                         |

| 7 de agosto de 2025 | New York Red Bulls | –         | Juárez | Sports Illustrated Stadium, Harrison |
| 19:30 (UTC−4)       |                    | Relatório |        |                                      |

| 7 de agosto de 2025 | Monterrey | –         | Charlotte FC | Bank of America Stadium, Charlotte |
| 19:30 (UTC−4)       |           | Relatório |              |                                    |

## Grupos Ocidentais da Conferência Oeste

#### Grupo Oeste 1
| Pos | Team           | J | V | VP | DP | D | GF | GA | GD | Pts |  | TIG | PAC | LAFC | MZT | SD  | HOU |
| --- | -------------- | - | - | -- | -- | - | -- | -- | -- | --- |  | --- | --- | ---- | --- | --- | --- |
| 1   | Tigres UANL    | 3 | 2 | 0  | 0  | 1 | 7  | 4  | +3 | 6   |  | —   |     | 1–2  |     | 2–1 | 4–1 |
| 2   | Pachuca        | 3 | 2 | 0  | 1  | 0 | 6  | 4  | +2 | 7   |  |     | —   |      |     | 3–2 |     |
| 3   | Los Angeles FC | 3 | 1 | 1  | 1  | 0 | 4  | 3  | +1 | 6   |  |     | 1–1 | —    | 1–1 |     |     |
| 4   | Mazatlán       | 3 | 1 | 1  | 0  | 1 | 3  | 3  | 0  | 5   |  |     |     |      | —   | 0–2 |     |
| 5   | San Diego FC   | 3 | 1 | 0  | 0  | 2 | 5  | 5  | 0  | 3   |  |     |     |      |     | —   |     |
| 6   | Houston Dynamo | 3 | 0 | 0  | 0  | 3 | 2  | 8  | −6 | 0   |  |     | 1–2 |      | 0–2 |     | —   |

### 1ª Rodada
| 29 de julho de 2025 | Tigres UANL                                            | 4 – 1     | Houston Dynamo | Shell Energy Stadium, Houston |
| 20:00 (UTC−5)       | Correa 45+3', 70' · Lainez 63' · Herrera Morales 90+7' | Relatório | Lingr 47'      | Árbitro: GUA Walter López     |

| Árbitros assistentes: NCA Keytzel Corrales DOM Helpys Feliz Quarto árbitro: GUA Bryan López Árbitra assistente de vídeo: GUA Dilia Bradley Árbitro assistente da árbitra de vídeo: GUA Diego Ojer |

| 29 de julho de 2025 | Los Angeles FC       | 1 – 1     | Mazatlán  | BMO Stadium, Los Angeles                        |
| 19:30 (UTC−7)       | Martínez Morales 29' | Relatório | Gomes 31' | Público: 11 409 Árbitro: MEX Fernando Hernández |

| |         | Penalidades |  |
| Bouanga Delgado Tillman Martínez Morales Livington Segura Palencia Ordaz Smolyakov Jesus Tafari Ochoa Bouanga | 10 – 11 | Benedetti Samir Colula Hernández Casiano Torres Villanueva Merolla Duarte da Silva Fierro Rodríguez Morales García Rivas Rodríguez Mazzocco Benedetti |  |

| Árbitros assistentes: MEX Marco Bisguerra MEX Alberto Morín Quarto árbitro: MEX César Ramos Árbitra assistente de vídeo: MEX Érick Miranda Árbitro assistente da árbitra de vídeo: USA José Carlos Rivero |

| 29 de julho de 2025 | Pachuca                           | 3 – 2     | San Diego FC                 | Snapdragon Stadium, San Diego                   |
| 20:00 (UTC−7)       | Guzmán 23' · Domínguez 45+3', 67' | Relatório | Boateng 88' · Bombino 90+10' | Público: 21 872 Árbitro: USA Ekaterina Koroleva |

| Árbitras assistentes: USA Felisha Mariscal HON Shirley Perello Quarta árbitra: CRC Marianela Araya Árbitra assistente de vídeo: USA Daniel Radford Árbitro assistente da árbitra de vídeo: CRC Ricardo Montero |

### 2ª Rodada
| 1 de agosto de 2025 | Houston Dynamo | 0 – 2     | Mazatlán               | Shell Energy Stadium, Houston |
| 19:30 (UTC−5)       |                | Relatório | Almada 25' · Gomes 57' | Árbitro: CRC Marianela Araya  |

| Árbitras assistentes: HON Shirley Perello USA Felisha Mariscal Quarta árbitra: USA Ekaterina Koroleva Árbitra assistente de vídeo: MEX Lizzet García Árbitro assistente da árbitra de vídeo: MEX Guillermo Pacheco |

| 1 de agosto de 2025 | Los Angeles FC | 1 – 1     | Pachuca     | BMO Stadium, Los Angeles                 |
| 19:30 (UTC−7)       | Bouanga 10'    | Relatório | Montiel 32' | Público: 14 733 Árbitro: GUA Bryan López |

|                                 |       | Penalidades                         |  |
| Bouanga Delgado Palência Segura | 4 – 2 | Eduardo López Guzmán Togni Bautista |  |

| Árbitros assistentes: DOM Helpys Feliz NCA Keytzel Corrales Quarto árbitro: GUA Walter López Árbitra assistente de vídeo: GUA Dilia Bradley Árbitro assistente da árbitra de vídeo: MEX Érick Miranda |

| 1 de agosto de 2025 | Tigres UANL     | 2 – 1     | San Diego FC | Snapdragon Stadium, San Diego            |
| 20:00 (UTC−7)       | Correa 31', 67' | Relatório | Ángel 55'    | Público: 25 915 Árbitro: MEX César Ramos |

| Árbitros assistentes: MEX Alberto Morín MEX Marco Bisguerra Quarto árbitro: MEX Fernando Hernández Árbitro assistente de vídeo: MEX Óscar Mejía Árbitro assistente da árbitra de vídeo: CRC Jesús Montero |

### 3ª Rodada
| 5 de agosto de 2025 | Houston Dynamo  | 1 – 2     | Pachuca                  | Shell Energy Stadium, Houston |
| 19:30 (UTC−5)       | Bassi 82' (pen) | Relatório | Quiñones 25' · Togni 85' | Árbitro: DOM Adonis Carrasco  |

| Árbitros assistentes: CRC William Arrieta CRC Juan Mora Quarto árbitro: CRC Juan Gabriel Calderón Árbitro assistente de vídeo: CRC Anthony Bravo Árbitro assistente do árbitro de vídeo: CRC Benjamin Pineda |

| 5 de agosto de 2025 | Mazatlán | 0 – 2     | San Diego FC      | Snapdragon Stadium, San Diego            |
| 19:00 (UTC−7)       |          | Relatório | Valakari 66', 74' | Público: 5 709 Árbitro: GUA Walter López |

| Árbitros assistentes: NCA Keytzel Corrales DOM Helpys Feliz Quarto árbitro: GUA Bryan López Árbitro assistente de vídeo: MEX Óscar Mejía Árbitro assistente do árbitro de vídeo: MEX Érick Miranda |

| 5 de agosto de 2025 | Tigres UANL    | 1 – 2     | Los Angeles FC                  | BMO Stadium, Los Angeles                          |
| 19:30 (UTC−7)       | Iván López 48' | Relatório | Martínez Morales 38' (pen), 64' | Público: 15 852 Árbitro: HON Héctor Saíd Martínez |

| Árbitros assistentes: HON Walter López HON Christian Ramírez Quarto árbitro: HON Nelson Salgado Árbitro assistente de vídeo: USA Daniel Radford Árbitro assistente do árbitro de vídeo: GUA Diego Ojer |

#### Grupo Oeste 2
| Pos | Team              | J | V | VP | DP | D | GF | GA | GD | Pts |  | POR   | MIN | AME | RSL | ASL   | QRO   |
| --- | ----------------- | - | - | -- | -- | - | -- | -- | -- | --- |  | ----- | --- | --- | --- | ----- | ----- |
| 1   | Portland Timbers  | 2 | 2 | 0  | 0  | 0 | 5  | 0  | +5 | 6   |  | —     |     |     |     | 4–0   | 1–0   |
| 2   | Minnesota United  | 2 | 1 | 0  | 1  | 0 | 7  | 4  | +3 | 4   |  |       | —   |     |     | 6 Ago | 4–1   |
| 3   | América           | 2 | 0 | 1  | 1  | 0 | 5  | 5  | 0  | 3   |  | 6 Ago | 3–3 | —   | 2–2 |       |       |
| 4   | Real Salt Lake    | 2 | 0 | 1  | 1  | 0 | 4  | 4  | 0  | 3   |  |       |     |     | —   | 2–2   | 6 Ago |
| 5   | Atlético San Luis | 2 | 0 | 1  | 0  | 1 | 2  | 6  | −4 | 2   |  |       |     |     |     | —     |       |
| 6   | Querétaro         | 2 | 0 | 0  | 0  | 2 | 1  | 5  | −4 | 0   |  |       |     |     |     |       | —     |

### 1ª Rodada
| 30 de julho de 2025 | Minnesota United                                             | 4 – 1     | Querétaro | Allianz Field, Saint Paul                |
| 19:30 (UTC−5)       | Hlongwane 11' · Yeboah 20' · Markanich 79' · Oluwaseyi 90+1' | Relatório | Julio 67' | Público: 14 469 Árbitro: CRC David Gómez |

| Árbitros assistentes: CRC William Chow CRC Fabián Ramírez Quarto árbitro: CRC Keylor Herrera Árbitro assistente de vídeo: CRC Anthony Bravo Árbitro assistente do árbitro de vídeo: NCA Erick Lezama Pavon |

| 30 de julho de 2025 | América                                | 2 – 2     | Real Salt Lake        | America First Field, Sandy                        |
| 19:30 (UTC−6)       | Rodríguez 42' · Sánchez Ocegueda 90+7' | Relatório | Luna 5' · Agada 45+2' | Público: 19 544 Árbitro: HON Héctor Saíd Martínez |

|                                       |       | Penalidades                            |  |
| Martín Fidalgo Fernández Reyes Zúñiga | 1 – 3 | Enrique Ruiz Glad Vera Ojeda Rodríguez |  |

| Árbitros assistentes: HON Walter López HON Christian Ramírez Quarto árbitro: HON Nelson Salgado Árbitra assistente de vídeo: NCA Tatiana Guzmán Árbitro assistente da árbitra de vídeo: USA Daniel Radford |

| 30 de julho de 2025 | Portland Timbers                                         | 4 – 0     | Atlético San Luis | Providence Park, Portland                   |
| 19:30 (UTC−7)       | da Costa 1' · Kelsy 56' · Lassiter 73' · Mora Aliaga 78' | Relatório |                   | Público: 11 515 Árbitro: SLV Ismael Cornejo |

| Árbitros assistentes: SLV Juan Zumba SLV Geovany García Quarto árbitro: SLV Filiberto Martínez Árbitro assistente de vídeo: CRC Ricardo Montero Árbitra assistente do árbitro de vídeo: MEX Lizzet García |

### 2ª Rodada
| 2 de agosto de 2025 | América                                    | 2 – 2     | Minnesota United                           | Shell Energy Stadium, Houston             |
| 20:00 (UTC−5)       | Boxall 27' (GC) · Zúñiga 53' · Cáceres 90' | Relatório | Oluwaseyi 17' · Hlongwane 31' · Harvey 65' | Público: 13 885 Árbitro: CAN Drew Fischer |

|                                                                 |       | Penalidades                                               |  |
| Rodríguez Zendejas Cáceres Reyes Aguirre Borja Sánchez Violante | 8 – 7 | Pereyra Yeboah Trapp Harvey Gressel Rosales Boxall Romero |  |

| Árbitros assistentes: CAN Michael Barwegen CAN Lyes Arfa Quarto árbitro: HON Jefferson Escobar Árbitro assistente de vídeo: USA Allen Chapman Árbitro assistente do árbitro de vídeo: SKN Tristley Bassue |

| 2 de agosto de 2025 | Real Salt Lake          | 2 – 2     | Atlético San Luis               | America First Field, Sandy                  |
| 19:30 (UTC−6)       | Ojeda Rodríguez 9', 88' | Relatório | Pedro 24' · Escudero García 82' | Público: 16 637 Árbitro: HON Nelson Salgado |

|                   |       | Penalidades                              |  |
| Vera Glad Russell | 1 – 4 | Pedro Galdames García Álvarez Jafid Cruz |  |

| Árbitros assistentes: HON Cristiano Ramirez HON Walter López Quarto árbitro: HON Héctor Saíd Martínez Árbitra assistente de vídeo: NCA Tatiana Guzmán Árbitra assistente da árbitra de vídeo: GUA Dilia Bradley |

| 2 de agosto de 2025 | Portland Timbers | 1 – 0     | Querétaro | Providence Park, Portland                |
| 20:00 (UTC−7)       | Paredes 36'      | Relatório |           | Público: 13 355 Árbitro: MEX Jesús López |

| Árbitros assistentes: MEX Jorge Sánchez MEX Michel Morales Quarto árbitro: MEX Marco Ortiz Árbitra assistente de vídeo: MEX Diana Stephanía Pérez Borja Árbitra assistente da árbitra de vídeo: MEX Guillermo Pacheco |

### 3ª Rodada
| 6 de agosto de 2025 | Minnesota United | –         | Atlético San Luis | Allianz Field, Saint Paul |
| 19:30 (UTC−5)       |                  | Relatório |                   |                           |

| 6 de agosto de 2025 | América | –         | Portland Timbers | Q2 Stadium, Austin |
| 20:30 (UTC−5)       |         | Relatório |                  |                    |

| 6 de agosto de 2025 | Real Salt Lake | –         | Querétaro | America First Field, Sandy |
| 19:30 (UTC−6)       |                | Relatório |           |                            |

#### Grupo Oeste 3
| Pos | Team             | J | V | VP | DP | D | GF | GA | GD | Pts |  | SEA | LA | COL   | TIJ   | SAN   | CAZ   |
| --- | ---------------- | - | - | -- | -- | - | -- | -- | -- | --- |  | --- | -- | ----- | ----- | ----- | ----- |
| 1   | Seattle Sounders | 1 | 1 | 0  | 0  | 0 | 7  | 0  | +7 | 3   |  | —   |    |       | 6 Ago | 3 Ago |       |
| 2   | LA Galaxy        | 1 | 1 | 0  | 0  | 0 | 5  | 2  | +3 | 3   |  |     | —  |       | 5–2   | 7 Ago | 3 Ago |
| 3   | Colorado Rapids  | 1 | 1 | 0  | 0  | 0 | 2  | 1  | +1 | 3   |  |     |    | —     | 3 Ago | 2–1   |       |
| 4   | Tijuana          | 1 | 0 | 0  | 0  | 1 | 2  | 5  | −3 | 0   |  |     |    |       | —     |       |       |
| 5   | Santos Laguna    | 1 | 0 | 0  | 0  | 1 | 1  | 2  | −1 | 0   |  |     |    |       |       | —     |       |
| 6   | Cruz Azul        | 1 | 0 | 0  | 0  | 1 | 0  | 7  | −7 | 0   |  | 0–7 |    | 7 Ago |       |       | —     |

### 1ª Rodada
| 31 de julho de 2025 | Colorado Rapids  | 2 – 1     | Santos Laguna | Dick's Sporting Goods Park, Commerce City    |
| 19:30 (UTC−6)       | Navarro 62', 87' | Relatório | Carrillo 53'  | Público: 13 662 Árbitro: TRI Kwinsi Williams |

| Árbitros assistentes: TRI Ainsley Rochard SUR Zachari Zeegelaar Quarto árbitro: JAM Steffon Dewar Árbitro assistente de vídeo: CAY Benjamin Whitty Árbitro assistente do árbitro de vídeo: USA Allen Chapman |

| 31 de julho de 2025 | Cruz Azul | 0 – 7     | Seattle Sounders                                                                                  | Lumen Field, Seattle                        |
| 19:30 (UTC−7)       |           | Relatório | Gómez Andrade 48' · Vargas 50' · Ferreira 58' · De Rosario 69' · De la Vega 76', 90+1' · Tolo 88' | Público: 22 697 Árbitro: MEX Víctor Cáceres |

| Árbitros assistentes: MEX José Martínez Chavarría MEX Enrique Bustos Quarto árbitro: MEX Luís Santander Árbitra assistente de vídeo: MEX Francia González Árbitro assistente da árbitra de vídeo: MEX Óscar Macías |

| 31 de julho de 2025 | LA Galaxy                                                       | 5 – 2     | Tijuana                | Dignity Health Sports Park, Carson         |
| 20:00 (UTC−7)       | Nascimento 17' (pen) · Pec 39' · Paintsil 65', 90+1' · Reus 82' | Relatório | Mora Zambrano 21', 59' | Público: 15 183 Árbitro: GUA Mário Escobar |

| Árbitros assistentes: GUA Luis Ventura GUA Humberto Panjoj Quarto árbitro: GUA Julio Luna Árbitra assistente de vídeo: GUA Diego Ojer Árbitra assistente do árbitro de vídeo: GUA Dilia Bradley |

### 2ª Rodada
| 3 de agosto de 2025 | Colorado Rapids | 1 – 2     | Tijuana                 | Dick's Sporting Goods Park, Commerce City    |
| 19:30 (UTC−6)       | Porozo 74' (GC) | Relatório | Porozo 39' · Árciga 72' | Público: 13 717 Árbitro: MEX Karen Hernández |

| Árbitras assistentes: MEX Karen Díaz MEX Sandra Ramírez Quarta árbitra: MEX Katia Itzel García Árbitro assistente de vídeo: MEX Jorge Camacho Árbitro assistente do árbitro de vídeo: CRC Jesús Montero |

| 3 de agosto de 2025 | Seattle Sounders              | 2 – 1     | Santos Laguna | Lumen Field, Seattle                            |
| 19:30 (UTC−7)       | Haret 8' (GC) · Minoungou 72' | Relatório | Dájome 90+6'  | Público: 17 265 Árbitro: JAM Steffon Sean Dewar |

| Árbitros assistentes: SUR Zachari Zeegelaar TRI Ainsley Rochard Quarto árbitro: TRI Kwinsi Williams Árbitro assistente de vídeo: CAY Benjamin Whitty Árbitro assistente do árbitro de vídeo: JAM Daneon Parchment |

| 3 de agosto de 2025 | LA Galaxy | 1 – 1     | Cruz Azul     | Dignity Health Sports Park, Carson |
| 19:30 (UTC−7)       | Pec 81'   | Relatório | Rodríguez 22' | Árbitro: SLV Filiberto Martínez    |

|                                                                     |       | Penalidades                                                                     |  |
| Reus Pec Nascimento Fagúndez Paintsil Cuevas Nelson Cerrillo Garcés | 7 – 8 | Lira Rivero Piovi Rodríguez Ditta Márquez Castañeda Romero Bezzana Orozoco Levy |  |

| Árbitros assistentes: SLV Geovany García SLV Juan Zumba Quarto árbitro: SLV Ismael Cornejo Árbitro assistente de vídeo: CRC Benjamin Pineda Árbitro assistente do árbitro de vídeo: CRC Anthony Bravo |

### 3ª Rodada
| 6 de agosto de 2025 | Seattle Sounders | –         | Tijuana | Lumen Field, Seattle |
| 20:00 (UTC−7)       |                  | Relatório |         |                      |

| 7 de agosto de 2025 | Cruz Azul | –         | Colorado Rapids | Dignity Health Sports Park, Carson |
| 17:30 (UTC−7)       |           | Relatório |                 |                                    |

| 7 de agosto de 2025 | LA Galaxy | –         | Santos Laguna | Dignity Health Sports Park, Carson |
| 20:15 (UTC−7)       |           | Relatório |               |                                    |